# Bataille de Kampot
 (juillet 2025).
 (juillet 2021).
 (juillet 2021).
Si vous disposez d'ouvrages ou d'articles de référence ou si vous connaissez des sites web de qualité traitant du thème abordé ici, merci de compléter l'article en donnant les références utiles à sa vérifiabilité et en les liant à la section « Notes et références ».
Fait partie de la Guerre du Viêt Nam / 
Guerre civile cambodgienne
La bataille de Kampot est une bataille de grande importance lors de la guerre du Vietnam, qui fait également partie de l'épisode de la guerre civile cambodgienne . Du 26 février au 2 avril 1974, les troupes gouvernementales cambodgiennes ont combattu les khmers rouges pour le contrôle de la ville de Kampot, ville portuaire du sud du Cambodge.

## La bataille de Kampot
le 26 février, les Khmers rouges ont attaqué la ville de Kampot par le nord de la ville, pilonnant la ville avec des roquettes de 107 mm et des mortiers de 120 mm.
Pendant de la première semaine de combat, plusieurs combattants des 12e et 68e brigades de l'Armée cambodgienne ont abandonné leurs postes, tandis que les 210e et 68e bataillons ont été dissoutes après la désertion de plus de 300 soldats lors du premier jour de l'assaut ennemi. Ces désertions ont permis aux Khmers rouges de s'emparer du réseau de distribution d'eau de la ville. En conséquence, la moitié des habitants ont fui la ville, en raison de la pénurie en eau.
Avec l'appui des unités de la marine, de l'aviation et de l'artillerie, les 12e et 20e brigades de l'armée cambodgienne lancèrent un contre-attaque par le nord-est. Plutôt que d'avancer, les unités gouvernementales cambodgiennes ont développé une posture défensive alors que les positions des Khmers rouges se renforçaient. Entre le 2 mars et le 10 mars, la ville a été renforcée avec six pièces d'artillerie de 105 mm et deux autres bataillons. Le 3 avril, les positions défensives du gouvernement, situées près de l'aérodrome de Kampot, ont été abandonnées après que les Khmers rouges les eurent complètement isolées.

## Conséquences
Malgré la forte résistance de l'Armée cambodgienne, les Khmers rouges ont finalement réussi  à capturer la ville de Kampot le 2 avril. Les deux armées belligérantes ont subi de lourdes pertes lors des combats. Un nombre très important de civils se sont vus déplacés et rendus sans abri.  Après la chute de la ville de Kampot à la suite de cette bataille, les Khmers rouges continueront leur conquête du territoire cambodgien en lançant une offensive pour s'emparer d'Oudong, ancienne capitale de l'ancien royaume du Cambodge .